# Khorāsān Poshteh
Khorāsān Poshteh (persiska: خراسان پشته) är en ort i Iran.   Den ligger i provinsen Gilan, i den norra delen av landet, 170 km nordväst om huvudstaden Teheran. Khorāsān Poshteh ligger 1 598 meter över havet och antalet invånare är 226.
Terrängen runt Khorāsān Poshteh är bergig österut, men västerut är den kuperad.Runt Khorāsān Poshteh är det ganska tätbefolkat, med 134 invånare per kvadratkilometer. Närmaste större samhälle är Mūsá Kalāyeh, 9,4 km sydväst om Khorāsān Poshteh. I omgivningarna runt Khorāsān Poshteh växer i huvudsak blandskog.